# Steve Simonsen
Steven Preben Arthur „Steve“ Simonsen (* 3. April 1979 in South Shields, Tyne and Wear) ist ein ehemaliger englischer Fußballspieler. 

## Karriere

### Tranmere & Everton
Steven „Steve“ Simonsen startete seine Profikarriere 1996 bei Tranmere Rovers als Nachwuchsspieler. Im November 1997 gab er gegen Stoke City sein Ligadebüt in der Football League First Division und war anschließend Stammspieler bei Tranmere. Im September 1998 wurde er vom Erstligisten FC Everton für 3,3 Mio. Pfund verpflichtet, die damalige Rekordablösesumme für einen britischen Torhüter.
Obwohl Steve Simonsen als eine der größten Nachwuchshoffnungen Englands gehandelt wurde, gelang es ihm nicht sich in der ersten Mannschaft von Everton zu etablieren. In sechs Spielzeiten kam er insgesamt nur zu 30 Ligaeinsätzen. Sein Debüt gab er erst in der Saison 1999/2000 in zwei League-Cup-Partien gegen Oxford United, in welchen er nicht überzeugen konnte. Unter Walter Smith, der ihn zu Everton geholt hatte, war er in der Saison 2001/02 zeitweise Stammspieler und absolvierte 25 Ligapartien. Nachdem im Sommer 2002 David Moyes neuer Trainer des Klubs wurde, verlor Simonsen seinen Stammplatz an Richard Wright. Seinen im Mai 2004 auslaufenden Vertrag verlängerte er nicht mehr und verließ nach sechs Jahren den FC Everton.

### Stoke City
Beim Zweitligisten Stoke City unterschrieb Simonsen er einen Ein-Jahres-Vertrag und wurde auf Anhieb Stammtorhüter. Am Ende seiner ersten Saison wurde er von den Mitspielern zum Spieler der Saison gewählt und unterschrieb einen neuen Vertrag bis 2008. In der Saison 2006/07 stellte er einen Vereinsrekord auf, als er sieben Ligaspiele in Folge ohne Gegentor blieb. Am Saisonende verlängerte er seinen Vertrag bis 2010. 2008 gewann er mit Stoke City die Vizemeisterschaft und stieg dadurch in die Premier League auf. Anfang März verlor er dabei seinen Platz an den von Wigan Athletic ausgeliehenen Carlo Nash.

### Sheffield United
Im Juli 2010 wechselte Steve Simonsen zu Sheffield United in die zweitklassige Football League Championship 2010/11.

### Preston North End
Nachdem sein Vertrag in Sheffield nicht verlängert worden war, wechselte er am 17. August 2012 zu Preston North End.

## Nationalmannschaft
Simonsen wurde insgesamt vier Mal in der englischen U21-Nationalmannschaft eingesetzt.